# Mekhadma
Mekhadma est une commune de la wilaya de Biskra en Algérie.

## Géographie

### Localités de la commune
- Mekhadma
- Benthious